# 趙天赫
趙天赫（朝鮮語: 조천혁）は、中国宋朝の文官であり、朝鮮氏族の林川趙氏の始祖である。本名趙守康。
中国宋朝の趙匡胤の孫の趙惟吉の五男である。
趙守康は宋朝で進士及第し、西頭供奉官を務めていたが、979年に趙徳昭の怒りを買い、叔父の趙惟固と共に高麗に亡命し、名前を趙天赫に改名した。
趙天赫は顕宗時代に契丹を撃破した功績として嘉林伯に封じられた。